# Шевченко, Максим Леонардович
Макси́м Леона́рдович Шевче́нко (род. 22 февраля 1966, Москва) — российский журналист, политический и общественный деятель, публицист, правозащитник, радиоведущий, телеведущий, видеоблогер.
Лидер Российской партии свободы и справедливости с марта 2021 года, депутат Законодательного собрания Владимирской области VII созыва с 9 сентября 2018 год до 31 марта 2022 года. Член Совета при президенте Российской Федерации по развитию гражданского общества и правам человека (2012—2018). Член Общественной палаты Российской Федерации второго и третьего составов (2008—2012).

## Биография

### Происхождение
Дед Шевченко по матери, Василий Фомич Юськович, происходил из крестьян Западной Белоруссии. Отсидел год за шпионаж в пользу Польши по обвинению в том, что он по заданию разведки должен был взорвать мост через Волгу. Дед был профессором и занимался преподаванием физики в Ульяновском педагогическом институте, знал пять языков. По убеждениям — коммунист. Бабушка по матери, Номоконова Нона Петровна, — дочь революционера Номоконова Петра Кузьмича, который был хамниганом по происхождению (также является дальним родственником советского снайпера Семёна Номоконова). Василий Фомич и Нона Петровна переехали жить в Москву.
Отец Максима Шевченко — украинец, работал геофизиком в Туркменистане, Мангышлаке, Сибири и Печорском угольном бассейне.
Мать (род. 1932) — родом из Благовещенска.

### Образование
Окончил 3-ю немецкую школу — специальную школу с углублённым изучением немецкого языка. Учился в одной школе со Станиславом Белковским.
На срочную службу не призывался. По собственным словам, изначально был готов служить даже в Афганистане, но из-за последствий спортивной травмы оказался годным лишь для строительных войск. Не желая попасть в стройбат, поступил в Московский авиационный институт (МАИ) им. Серго Орджоникидзе. В те годы студенты почти всех вузов СССР были лишены отсрочки, а МАИ относился к единичным, откуда не призывали.
В 1990 году окончил МАИ по специальности «Конструирование и технология электронных вычислительных средств».
Имеет неоконченное второе высшее образование по востоковедению — прослушал курс лекций в Институте стран Азии и Африки МГУ по истории культуры и по арабскому языку.

#### Преподавательская деятельность
С 1993 по 1995 год преподавал историю России и историю Западной Европы в православной классической гимназии «Радонеж-Ясенево».

### Работа журналистом, теле- и радиоведущим
С 1989 по 1991 год работал специальным корреспондентом в газете «Вестник христианской демократии», издававшейся Христианско-демократическим союзом России.
С 1994 по 1995 год работал редактором в педагогической газете «Первое сентября».
С 1991 по 1996 год заведовал отделом поэзии литературного журнала «Твёрдый ЗнакЪ».
В «Независимой газете» с января 1996 года вёл специализированную полосу, посвящённую религиозным проблемам; с января 1997 года — ответственный редактор приложения «НГ-религии» (с января 1999 года выходит как самостоятельное издание два раза в месяц и один раз как дайджест двух номеров предыдущего месяца в корпусе основной 16-страничной «НГ»).
За время работы в «НГ» неоднократно выезжал в специальные командировки в «горячие точки». В 1996 и в 1997 году выезжал в Афганистан. В 1996—1998 годах неоднократно выезжал на Северный Кавказ — в Чечню и Дагестан.
Руководитель Центра стратегических исследований религии и политики современного мира.
В 2002 году впервые появился на телевидении в кадре в качестве гостя ток-шоу Владимира Познера «Времена» на канале ОРТ. Также много выступал в программе Светланы Сорокиной «Основной инстинкт».
С октября 2005 по июнь 2011 года, приняв приглашение Константина Эрнста, вёл авторское общественно-политическое ток-шоу «Судите сами» на «Первом канале». В 2007 и 2008 годах — ведущий теледебатов кандидатов в депутаты Госдумы и президента России на этом же канале. В 2008 году за свою профессиональную деятельность в рамках телепередачи «Судите сами» удостоен премии Союза журналистов России «Золотое перо России».
Также Шевченко — частый гость утреннего шоу «Сергей Стиллавин и его друзья» радиостанции «Маяк», высказывается в передаче «Особое мнение» на станции «Эхо Москвы».
Летом 2009 года совместно с окружной государственной телерадиокомпанией «Ямал-Регион» подготовил ток-шоу «Цивилизация-Север», которое можно увидеть на канале Ямал-Регион в вечернем эфире.
Автор проектов «НГ-Религии», политико-философского еженедельника «Смысл», пресс-клуба «Восточная политика»; эксперт по проблемам этнокультурной и религиозной тематики.
В 2009 году, формулируя что такое религиозная журналистика, определил её как «направление журналистики, в рамках которого журналисты занимаются описанием и изучением жизни и деятельности религиозных конфессий, организаций и объединений, а также форм и степени их влияния на общественные, политические и культурные процессы». Также предлагал относить к религиозной журналистике религиоведческое направление, включающее авторов, не относящих себя к конкретной конфессии и описывающих жизнь верующих в качестве общественного феномена.
Вместе с медиаидеологом Мариной Леско модерировал проект «Астана в виртуальном пространстве Second Life».
2 сентября 2009 года Шевченко было отказано в получении визы для въезда в Грузию в составе делегации «общественной комиссии по урегулированию гуманитарных последствий грузино-российского конфликта».
С 26 января 2012 года, до её закрытия летом того же года, вёл программу «В контексте» на «Первом канале». Спустя 6 лет после ухода с канала признал: «Когда я работал ведущим на „Первом канале“, я должен был говорить не то, что я думаю, а то, чего требует редакционная политика».
С 2013 года — гость программы «Позиция» на радиостанции «Русская служба новостей». С марта 2015 года — колумнист радиостанции Коммерсантъ FM в программе «Точка зрения». Является редактором интернет-издания «Кавказская политика».
В сентябре 2015 года перешёл на НТВ. С 6 сентября по 27 декабря 2015 года был ведущим авторской информационно-аналитической программы «Точка», с 22 января по 18 марта 2016 года был соведущим Сергея Минаева в ток-шоу «Большинство». Покинул телеканал после конфликта с Минаевым касаемо совместного ведения программы.
С 7 декабря 2016 года был одним из ведущих ночной авторской программы «Один» на радиостанции «Эхо Москвы».
С 2017 года — автор и ведущий YouTube-канала «Максим Шевченко». На 2021 год канал имеет более 783 тыс. подписчиков и более 150 млн просмотров.
Эксперт телеканала «День ТВ».
С марта 2021 года — соведущий программы «Атака с флангов» на YouTube-канале «Живой гвоздь».
С февраля 2024 года — главный редактор «Пашаев ТВ» Эльмана Пашаева.
А. А. Тертычный в научной работе «Интернет-публицистика: жанровый профиль» подчеркивает, что Максим Шевченко работает в журналистских жанрах «публицистической статьи, репортажа, интервью, комментария».

### Общественная и политическая деятельность
- Во время президентских выборов на Украине 2004 года работал в штабе Виктора Януковича[39].
- В 2008[40] и 2010[41] годах — Член Общественной палаты РФ:
  - руководитель рабочей группы по развитию общественного диалога и институтов гражданского общества на Кавказе (2010 год);
  - член комиссии Общественной палаты по межнациональным отношениям и свободе совести (2008 и 2010 года).
- Член общественного Попечительского Совета Федерального портала «Проект-Закона.ru»[42].
- Член Анти-оранжевого комитета[43]. В феврале 2012 года во время протестов против фальсификаций на парламентских выборов выступал на митинге Кургиняна на Поклонной горе[44].
- На выборах в государственную думу 2016 года выдвинул свою кандидатуру в качестве самовыдвиженца в южном округе Дагестана[45], куда входят 25 районов, часть Цунтинского района, а также города Буйнакск и Хасавюрт. В августе предоставил в ЦИК для проверки и дальнейшей регистрации 17 500 подписей (3 % от числа избирателей). 13 августа региональный ЦИК не зарегистрировал Шевченко из-за результатов экспертизы подписей, сам кандидат связал подобное решение с имеющимся у него конфликтом с главой регионального МВД и пообещал направить жалобу на рассмотрение главы ЦИК РФ Эллы Памфиловой[31][46][47].

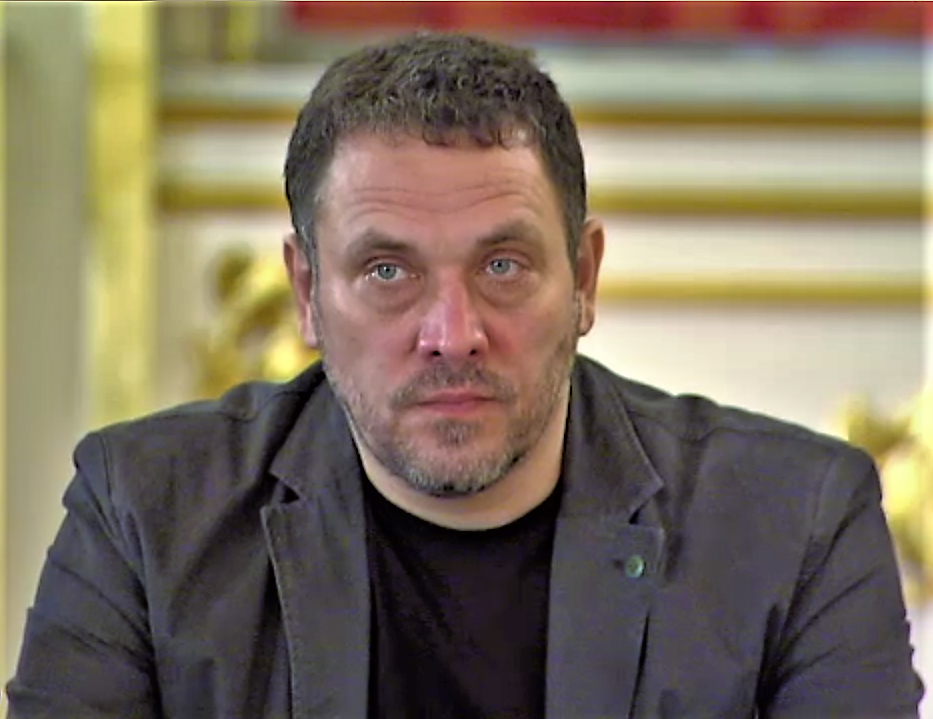
Максим Шевченко на заседании Совета по развитию гражданского общества и правам человека 14 октября 2014 года

- С 2012 по 2018 год был членом Совета при Президенте Российской Федерации по развитию гражданского общества и правам человека.
- С 2012 по 2018 год входил в состав Совета при Президенте Российской Федерации по межнациональным отношениям[48][49].
- Постоянный член Изборского клуба.
- Является учредителем и/или директором «Фонда независимых информационных исследований», Фонда «Кавказский Гражданский Форум», «Фонда содействия развитию культурного многообразия народов» (вместе с Александром Бородаем), Фонда поддержки исторических традиций «Возвращение» (вместе с Петром Мультатули), Издательства «Независимое Религиозное Обозрение» (вместе с Виталием Третьяковым), Издательского Дома «Контэнт» (вместе с ЗАО «Росбалт»), ООО «Кавказская Медиагруппа», и др[50].

#### Участие в левом движении
С октября 2017 года — член правления Левого фронта.
В начале 2018 года Шевченко стал доверенным лицом кандидата от КПРФ Павла Грудинина, поддерживал его на президентских выборах.
В июне 2018 года стал одним из руководителей избирательного штаба кандидата от КПРФ Вадима Кумина на выборах мэра Москвы.
16 июня 2018 года был выдвинут КПРФ кандидатом в губернаторы Владимирской области на предстоящих выборах. Сам Шевченко отметил, что это связано, в частности, с тем, что он очень хорошо знает регион. Также он возглавил список партии на выборах в региональный парламент.
3 августа избирком Владимирской области отказал Максиму Шевченко в регистрации, ссылаясь на то, что он не преодолел «муниципальный фильтр», представив недостаточное количество подписей муниципальных депутатов, 6 августа был зарегистрирован список на выборы в Заксобрание во главе с Шевченко. Участие в выборных кампаниях было построено на жёсткой критике действующего губернатора области Светланы Орловой.
9 сентября 2018 года избран депутатом Законодательного собрания Владимирской области, где занял пост руководителя фракции КПРФ. Шевченко вошёл в состав двух комитетов облпарламента — по аграрной политике, природопользованию и экологии, а также по промышленной политике, инвестициям, малому и среднему бизнесу, стратегическому планированию и собственности. 9 декабря 2019 года был выведен из состава комитета по промышленной политике, инвестициям, малому и среднему бизнесу, стратегическому планированию и собственности.
Выступил с осуждением позиции Зюганова, назвавшего протесты лета 2019 года в Москве против недопуска кандидатов от оппозиции на выборы в Московскую городскую Думу «оранжевой проказой». Тогда же впервые объявил о готовности баллотироваться в Госдуму в порядке самовыдвижения или от «какой-то партии», а не КПРФ. В мае 2020 года в интервью телеканалу «Дождь» заявил о том, что во Владимирской области сформирована демократическая коалиция с участием его самого, бывших сотрудников местного штаба Навального, например, Кирилла Алексеева, который является его помощником в Законодательном Собрании Владимирской области, и либерала, друга Бориса Немцова, издателя Сергея Казакова, депутата Заксобрания, входящего во фракцию КПРФ.
18 марта 2021 года Шевченко заявил, что будет участвовать в выборах в Государственную думу 2021 года по столичному 208-му одномандатному округу, за что подвергся критике со стороны первого секретаря Московского городского комитета КПРФ Валерия Рашкина.
25 марта 2021 года фракция КПРФ в Законодательном Собрании Владимирской области удовлетворила заявление Шевченко об отставке, которое было принято, хотя ранее коммунисты назвали соответствующую информацию фейком.
В апреле 2021 года Максим Шевченко объявил, что принял предложение Константина Рыкова стать беспартийным лидером Российской партии свободы и справедливости, возглавить федеральный список кандидатов партии на выборах в Госдуму VIII созыва в 2021 году и выдвинуться от партии в Центральном одномандатном избирательном округе № 208 в городе Москве. Данную политическую силу рассматривали в качестве «спойлера» КПРФ по причине того, что ранее в течение нескольких лет Максим Шевченко активно сотрудничал именно с ней. Также высказывалось мнение, что своим названием партия Максима Шевченко претендует на голоса, причитающиеся партии «Справедливая Россия — За правду» и Российской партии пенсионеров за социальную справедливость.
Предвыборная кампания не увенчалась успехом. Партия заняла 11-е место из 14, получив 431 530 голосов (0,77 %). Шевченко в округе выступил увереннее, заняв 4-е место из 12 и набрав при этом 13 961 голос (6,38 %). В своём Телеграм-канале он заявил, что считает себя победителем, заручившимся поддержкой 28 % избирателей, пришедших к урнам («по провластным закрытым и весьма достоверным экзит-пулам»), а список партии, с его точки зрения, преодолел пятипроцентный барьер.
В ноябре 2021 года руководитель фракции КПРФ в Законодательном Собрании Владимирской области, первый секретарь Владимирского обкома КПРФ Антон Сидорко предложил Шевченко сдать депутатский мандат, на что последний ответил готовностью рассмотреть такой вариант. Затем вопрос оказался в подвешенном состоянии. В конце декабря 2021 года Максим Шевченко выпустил отчет о своей деятельности. В случае самостоятельного выхода из депутатского объединения политик автоматически лишился бы мандата. Сама фракция КПРФ не предпринимала попыток исключить Шевченко из своих рядов.
В марте 2022 года Шевченко заявил о выходе из фракции КПРФ в Законодательном Собрании Владимирской области. Причиной названы разногласия с партией по поводу вторжения России на Украину. Так как он избирался по партийному списку, это решение подразумевает и досрочное прекращение депутатских полномочий.

## Личная жизнь
Женат. Супруга — Любовь Шевченко (Цветкова), бывшая журналистка телеканала «Первый Ярославский», есть дочь от первого брака. У Максима Шевченко есть сын от предыдущих незарегистрированных отношений.
Бывшая супруга — журналистка Надежда Кеворкова. Пасынок — сын Надежды Кеворковой от предыдущих отношений, Василий Полонский, журналист телеканала «Дождь».

## Взгляды
Шевченко называет себя интернационалистом, считает себя безусловным государственником, но не является империалистом. Говорит, что никогда не примет распад СССР, выступал за разрыв сотрудничества России и НАТО. Относительно своих религиозных взглядов в интервью интернет-изданию «Религия и СМИ» отметил следующее: «Нет. Я не принял ислам. Я был и остаюсь православным христианином, членом Русской Православной Церкви Московского патриархата. И заявляю об этом четко и ясно, находясь в трезвом уме и здравой памяти. Мои отношения с теми или иными людьми являются обычным для журналиста делом. Я отделяю работу от идеологии. У этих понятий — разная основа. У меня есть хорошие знакомые среди мусульман и среди православных, среди протестантов и среди неверующих, среди коммунистов и среди демократов. Будучи человеком публичным, я, вместе с тем, не считаю возможным не говорить о своем религиозном уповании и политических взглядах». При этом он признаёт божественность Корана: «Мне очевидно, что Коран не мог быть написан человеческим умом. Я считаю, что [божественная] откровенность там присутствует».
Известен своими антисемитскими высказываниями и заявлениями .
В 2013 году Шевченко называл «геноцид русских» в Чечне «легендой, не имеющей достаточно внятного подтверждения», так как масштабное убийство русских «произошло после начала массированных бомбардировок Грозного».
В 2014 году Шевченко высказался по поводу итогов царствования династии Романовых: «Династия Романовых, начиная с Алексея Михайловича, отца Петра, — это скорее династия оккупантов на русской земле».
В декабре 2014 года выступал за войну с Украиной: «Воевать надо по-настоящему. Этот закон — закон войны. Я за войну… Те российские военнослужащие, которые там [на Украине] находятся… туда посланы в командировку специальную. И ещё раз подчеркну, что странно было бы, если бы их там не было. Если бы их там не было, то честно говоря, можно было бы удивленно посмотреть на наше правительство… Грош цена была бы такому правительству». Считает, что «надо было брать Мариуполь» и что «война не должна ограничиваться вот этим вот пространством двух анклавов (ДНР и ЛНР)».
В 2015 году одобрил проходящий в Петербурге Международный русский консервативный форум с участием фашистских партий: «Россия борется не с фашизмом, а с либерал-фашизмом, поэтому участие представителей фашистских партий в „Международном русском консервативном форуме“ — это нормально». По его словам, то, что Россия дает площадку для выступления всех политических сил — это хороший знак. Россия дает высказаться тем политикам, которых исключили из политического диалога в Европе. «Это значит, что в России больше демократии, чем в Европе».
В экономике Шевченко одобряет инфляцию («Дело в том, что инфляция не является бедой. Инфляция является естественным инструментом преодоления кризиса экономического. И искусственное сдерживание денежной массы, инфляции, на руку только тем спекулянтам, которые работают с долларами»), продовольственное эмбарго («Эти санкции [продэмбарго] введены правильно, когда они были введены, я их сразу поддержал. Я считаю, что международные спекулянты, которые, уничтожая российское сельское хозяйство и внутреннее производство сельскохозяйственное, заваливают Россию как бы продукцией чужого сельхозпроизводства, поддерживают чужие страны и просто выкачивают из нашего населения деньги… А мы что, сами не можем производить молочные продукты… Вот и научимся») с уничтожением «санкционных» продуктов («Ну, вот я, допустим, видел в сети репортаж об уничтожении там нескольких десятков тонн польского сала. Вам жалко польское сало? Вы считаете, что польское сало должно во что бы то ни стало попасть к социально нуждающимся людям в России?»).
Положительно отзывается о Фонде Карнеги, в котором работал: «есть СМИ, допустим, имеющие западное происхождение, вот „Карнеги“, допустим. Мне очень нравится „Карнеги“, я против того, чтобы его подвергали каким-то репрессиям».
Шевченко приветствует деурбанизацию: «переезд русского населения в село приведет к стабильности, в каждой семье будет по пять детей».
30 января 2018 года в эфире радио «Комсомольская правда» Николай Сванидзе вступил в спор с Максимом Шевченко об ответственности Иосифа Сталина за катастрофические поражения Советской армии в начале Великой Отечественной войны. В ходе спора Сванидзе пообещал ударить Шевченко, а тот встал и предложил сделать это. Сванидзе ударил Шевченко по лицу, а тот несколькими ударами в ответ свалил Сванидзе на пол студии.
В мае 2018 года заявил о выходе из СПЧ в знак протеста, вызванный отказом данного органа обсуждать публичные массовые аресты и избиения в Москве неизвестными вооружёнными формированиями митингующих во время акции «Он нам не царь».
Выступает против пенсионной реформы в России.
По мнению Шевченко «левые являются по сути либералами, мы выступаем за свободу… не через развитие капитализма и крупного капитала, а через подчинение капитализма и крупного капитала интересам народа… мы должны вырвать из когтей колониального капитала нашу Родину!». «Я приветствую конфликт с Западом, разрыв связей с Западом. Чем больше моя страна разорвет связей финансовых, информационных с Западом, экономических, политических, военных, тем лучше».
Одобряет военное присутствие РФ в ЦАР, считает, что это важнейшая страна Африки: «Это буквально россыпи алмазов, россыпи золота и урановые месторождения. ЦАР — одна из самых богатых полезными ископаемыми стран в Африке». В интервью заявлял, что это позволяет проводить политику во всех окрестных странах, сразу становясь оператором по всей Западной и Центральной Африке. Приветствует отправку российских ЧВК в Ливию «с точки зрения защиты национальных интересов нашего народа»: «если бы посылка военных подразделений была в интересах там русского народа, вот он от этого богател бы, процветал бы… От этого у него увеличивалось бы там внутреннее производство и появлялись бы новые рынки сбыта».
Придерживается мнения, что Иран — демократическая страна.
Выступает за возрождение обычая кровной мести в России.
Называл бизнесмена Евгения Пригожина «дважды судимым уголовником», из-за чего Пригожин подал иск о защите деловой репутации против Шевченко, а также к «Медузе», её главному редактору Ивану Колпакову, главному редактору владимирского издания «Довод» Илье Косыгину. Тем не менее, в 2021 году Савёловский районный суд г. Москвы оставил данный иск без удовлетворения. Также Шевченко обвинял Пригожина в причастности к убийству российских журналистов Орхана Джемаля, Александра Расторгуева и Кирилла Радченко, которые снимали фильм-расследование о бизнесе Пригожина и были убиты 30 июля 2018 года в Центральноафриканской Республике.
Положительно относится к Глебу Павловскому: «Глеб Павловский — настоящий советский интеллигент и гуманист, самой высшей марки».
25 февраля 2022 года заявил, что целью нападения России на Украину является «освобождение Украины от либерал-фашистского режима» и «восстановление подлинной украинской государственности», но 26 февраля заявил, что «развязанная война имеет мало отношения к борьбе с „нацистами и наркоманами“», и что «призыв к нашему правительству остановить боевые действия и сесть за стол переговоров — единственно возможная позиция для любого человека левых взглядов», из-за чего покинул Законодательное Собрание Владимирской Области и КПРФ. Месяц спустя в эфире RTVI сказал, что «очень ошибался», ожидая, что население Украины будет приветствовать российские войска, и что на деле «люди… совсем не рады, что Харьков, Чернигов, Мелитополь и многие другие города подвергаются бомбардировкам и обстрелам…»

## Оценки
В научной работе филологов Р. Ю. Намитоковой и С. К. Сапиевой назван «одним из известнейших острополемичных журналистов».
По свидетельству Дарьи Митиной, «Макс Шевченко — это человек, у которого нет взглядов, он одинаково страстно, одинаково убеждённо может излагать любую позицию».
Публицист Александр Скобов называл Шевченко фашистом «с некоторым налётом левизны».
По мнению Дмитрия Быкова, высказанному в газете «Собеседник», среди либералов Шевченко имеет репутацию фундаменталиста, его регулярно называют «людоедом, провокатором и фанатиком», а также, что «Шевченко занимает в оценке ближневосточной ситуации радикальную позицию» в поддержку исламистского движения Хамас и против Израиля. Аналогичного мнения о Шевченко придерживается в статье в журнале «Континент» публицист Т. Боярский. Заведующий отделом «Независимой газеты» Александр Шерман считает позицию Шевченко предвзятой и утверждает, что Шевченко искажает факты при описании арабо-израильского конфликта. Публицист Леонид Радзиховский в газете «Еврейское слово» высказал мнение, что «Шевченко стал, можно сказать, неофициальным послом Хамас в России».
Утверждение Шевченко, что идеология Хамас аналогична христианской демократии, подверг критике философ и политолог Александр Дугин:

…замечательные люди дикторами у нас работают на Первом канале, утверждающие относительно того, что «Хамас» — это аналог социал-демократии, христианской демократии. Конечно, это исламистское движение, ваххабитское движение, фундаменталистское движение. Мы знаем даже программу партии «Хамас». Смысл её сводился: ислам — наше решение. Вот с какими программами эта партия победила на выборах. И я просто удивлюсь некоей пристрастности наших людей, которые настолько любят фундаментальный исламизм, работая на Первом канале, что уже для этого утверждают самые нелепые вещи.

 В то же время Дугин отметил, что: 

Максим Шевченко… Это, мне кажется, лучший сейчас наш ведущий, действительно серьёзный человек, который ставит серьёзные вопросы, поднимает серьёзные проблемы.
Политолог и политический географ Д. Б. Орешкин в «Еженедельном журнале» раскритиковал и опроверг утверждение Шевченко в эфире «Эха Москвы» о том, что якобы в годы сталинских репрессий не было массовых судебных процессов, в которых бы подсудимыми было 58 человек, как в деле о террористическом акте в Нальчике в 2005 году. Орешкин указывает, что по одному только делу «Всеукраинского центрального блока» осенью 1937 года в Соловецком лагере осуждены и расстреляны 134 человека, даже если не принимать во внимание массовые внесудебные расправы.
27 июля 2011 года Российский еврейский конгресс обратился с письмом в Общественную палату РФ с призывом исключить Максима Шевченко из её рядов. РЕК также направил письмо руководству «Первого канала» с призывом приостановить сотрудничество с Максимом Шевченко и убрать из ночного эфира выпуски его еженедельного ток-шоу «Судите сами». Позднее конгресс обратился в редакцию радио «Эхо Москвы» с призывом ввести мораторий на эфиры с участием Шевченко. Это произошло после того, как тележурналист назвал А. Брейвика, совершившего в Норвегии двойной террористический акт, «крайним любителем политики Израиля». Развивая свою мысль, он подчеркнул: «Политика государства Израиль по отношению к палестинцам… напоминает во многом нацистскую политику в Германии по отношению к евреям». Главный редактор радиостанции «Эхо Москвы» Алексей Венедиктов в свою очередь отказался приостанавливать сотрудничество, объясняя это тем, что «свобода слова важнее, нежели оскорбительные и провокационные заявления по отношению к любому государству».

## Высказывания
О развале СССР:
«Беловежское соглашение 1991 года, которое было подписано в маленьком партийном домике в Беловежской пуще Ельциным, Кравчуком и Шушкевичем, — было есть и остаётся вопиющим примером предательства интересов народов ради интересов, желаний и чаяний узкой группы номенклатуры и бюрократии».

О политическом режиме при Путине:
«Внутренняя политика в стране у нас задушена и задавлена, у нас нет свободы слова, свободы политических дискуссий, свободы собраний… Свободу политзаключённым, свободу журналистам, освободите Алексея Навального и всех, кто подвергается политическим репрессиям».

О пропаганде гомосексуализма:
«Вся эта пропаганда гомосексуализма это попытка изменения человеческой природы и человеческой этики. И изменения в том смысле, что людей хотят превратить в существ абсолютно управляемых, неуверенных в себе, неуверенных настолько, что они даже не знают кто они по своей сексуальности — мужчины или женщины. Лишить человека той фундаментальной, базовой идентичности, которая ему дана».

## Награды
- Высшая профессиональная награда Союза журналистов России «Золотое перо России» (2008).
- Благодарность Президента Российской Федерации (23 апреля 2008 года) — за информационное обеспечение и активную общественную деятельность по развитию гражданского общества в Российской Федерации[142].
- Медаль «За заслуги перед Чеченской Республикой» (25 января 2011 года) — за высокую организацию и активное участие в проведении VI Международного конкурса журналистов «Золотое перо» памяти первого Президента Чеченской Республики, Героя России Ахмата-Хаджи Кадырова[143].
- Национальная премия «Имперская культура» имени Эдуарда Володина в номинации «События. Подвиги. Люди» (2011)[144].
- Серебряная кнопка YouTube, которой награждают за достижения каналом отметки в 100 000 (сто тысяч) подписчиков или более (2017).

## Основные труды

### Книги
- Шевченко М. Л. Сквозь мутное время. Русский взгляд на необходимость сопротивления духу века сего (сборник). — М.: Центрполиграф, 2013. — 320 с. — 3000 экз. — ISBN 978-5-227-04755-7.